# Кинонегатив
Кинонегати́в — негативная киноплёнка, предназначенная для получения негативного кинематографического изображения, которое используется для последующей печати фильмокопий или контратипов. Термин также используется для названия получаемого на негативной киноплёнке негатива фильма.
В отличие от фильмокопии, содержащей изображение и совмещённую фонограмму, кинонегатив содержит только изображение, полутона которого обратны объекту съёмки. То есть, более светлые детали объекта отображаются более тёмными (плотными) участками изображения. Цвета объекта съёмки на цветном негативе отображаются дополнительными цветами. Для получения позитивного изображения с кинонегатива необходима печать на позитивной киноплёнке при помощи кинокопировального аппарата.

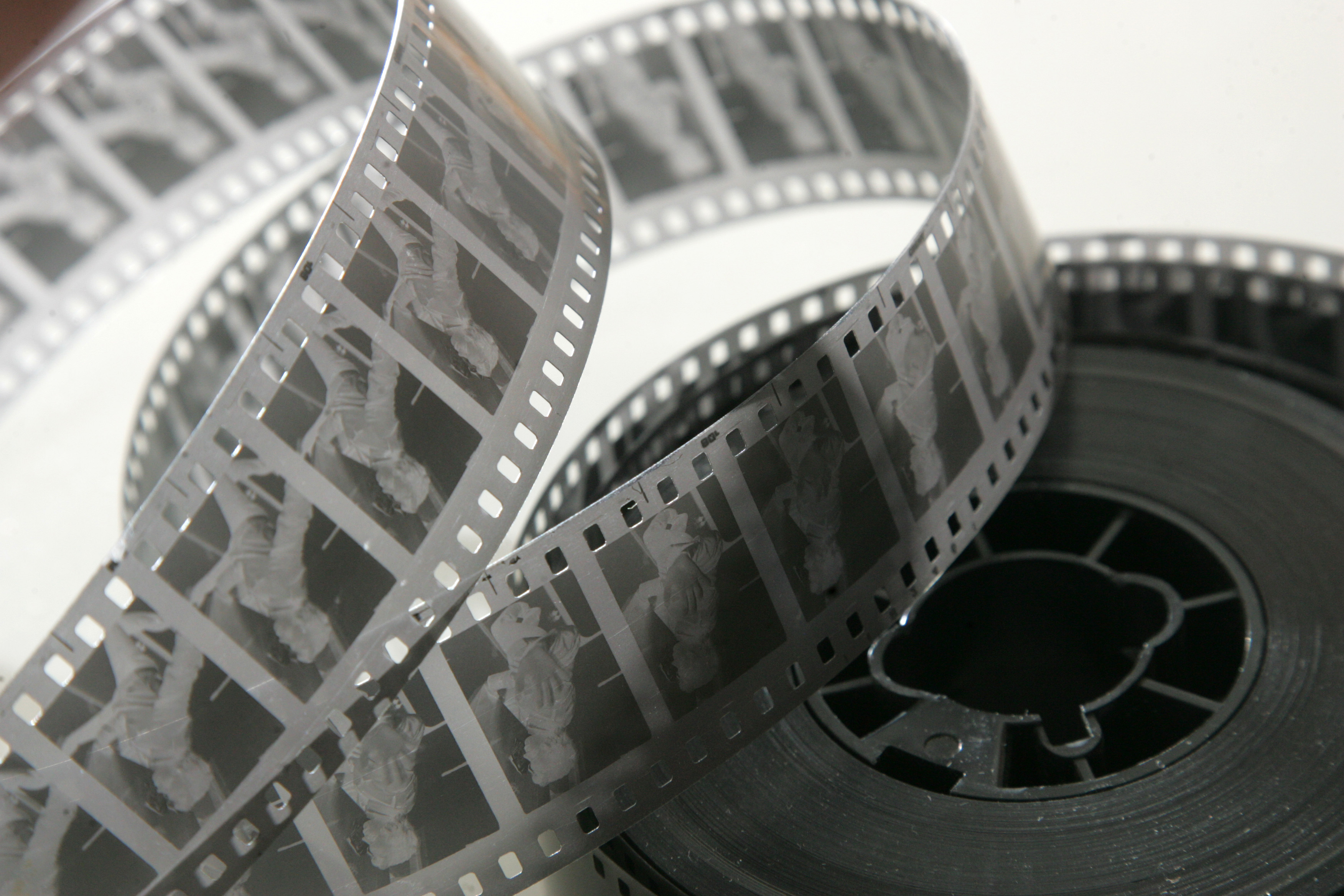
35-мм чёрно-белый кинонегатив обычного формата на стандартном сердечнике 35×50

Формат кинонегатива зависит от применяемого киносъёмочного аппарата и может быть как 16-мм, 35-мм, так и 65-мм. В последнем случае на плёнке получается негатив для печати 70-мм кинофильмов. От формата кинонегатива прежде всего зависит качество изображения и его информационная ёмкость. Кинонегатив может быть чёрно-белым и цветным. В узкоплёночном кинематографе чаще всего использовалась обращаемая 8 или 16-мм киноплёнка, после лабораторной обработки дающая готовое изображение, и не требующая дорогостоящей печати позитива.

## Особенности кинонегатива
Советские стандарты предусматривали применение в негативной киноплёнке 35-мм такой же перфорации, как и в позитивной, но с «коротким» шагом 4,74 мм для предотвращения проскальзывания при контактной печати. В капиталистических странах для негативной киноплёнки предусматривался другой стандарт перфорации Bell & Howell (BH-1866), с уменьшенной высотой отверстий. В настоящее время этот стандарт стал международным в связи с прекращением выпуска советской киноплёнки.
Кинонегатив представляет собой уникальный материал, изготовление которого связано с большими затратами, поэтому он хранится со всеми мерами предосторожности. С оригинального негатива печатается ограниченное количество фильмокопий, предназначенных, главным образом, для просмотра съёмочной группой и приёмной комиссией, показа в кинотеатрах первого экрана и на кинофестивалях. Основные прокатные тиражи печатаются с дубль-негативов, получаемых при помощи контратипирования. 
Оригинальный негатив фильма, как правило, имеет множество склеек, разное по плотности и цветопередаче изображение и боковые просечки на границе сцен для управления световым паспортом. Поэтому при печати с оригинального негатива нужна специальная технология, исключающая повреждение киноплёнки и её эмульсионного слоя. Для такой печати применяются кинокопировальные аппараты малой производительности. Монтаж фильма осуществляется по рабочему позитиву, специально напечатанному для этого. После утверждения фильма на основе смонтированного рабочего позитива в соответствии с футажными номерами производят монтаж негатива. Такая технология сводит к минимуму возможность повреждения негатива.
При мастеринге оптических видеодисков наилучший результат возможен в случае сканирования оригинального негатива фильма из-за его наибольшей информационной ёмкости по сравнению с промежуточными контратипами и фильмокопиями. Негатив имеет наибольшую разрешающую способность, наиболее широкий диапазон передаваемых яркостей и наименьшее количество механических повреждений. Однако, на практике считается более удобным сканирование «лаванды», не имеющей склеек и выровненной по плотности и цветопередаче.

## Сорта кинонегатива
В СССР выпускалось множество сортов негативной киноплёнки, как цветной, так и чёрно-белой. Основными производителями киноплёнки были три химико-фотографических предприятия: шосткинская «Свема» (первоначально — «Фабрика киноплёнки №3»), «фабрика киноплёнки №5» в Переславле-Залесском и казанская «Тасма» («Фабрика киноплёнки №8»).
В таблице приведены характеристики основных сортов негативных киноплёнок, выпускавшихся в СССР.
| Марка | Тип         | Назначение             | S, ед. ГОСТ | Цветовой баланс, К | Цветочувствительность | Гамма | Разрешение, лин/мм | Широта |
| ----- | ----------- | ---------------------- | ----------- | ------------------ | --------------------- | ----- | ------------------ | ------ |
| А     | чёрно-белая | Съёмка на натуре       | 45          | —                  | Панхром               | 0,7   | 65                 | 1,8    |
| Б     | чёрно-белая | Съёмка в павильоне     | 130         | —                  | Панхром               | 0,75  | 65                 | 1,8    |
| А-2   | чёрно-белая | Хроникальная съёмка    | 250         | —                  | Изопанхром            | 0,9   | 70                 | 1,5    |
| КН-1  | чёрно-белая | Комбинированные съёмки | 11          | —                  | Панхром               | 0,65  | 135                | 1,7    |
| КН-2  | чёрно-белая | Съёмка на натуре       | 32          | —                  | Панхром               | 0,65  | 100                | 1,6    |
| КН-3  | чёрно-белая | Съёмка в павильоне     | 90          | —                  | Изопанхром            | 0,65  | 80                 | 1,5    |
| КН-4С | чёрно-белая | Хроникальная съёмка    | 350         | —                  | Изопанхром            | 0,9   | 70                 | 1,4    |
| ДС-4  | цветная     | Съёмка на натуре       | 45          | 5600K              | —                     | 0,65  | 100                | 1,1    |
| ДС-5М | цветная     | Съёмка на натуре       | 32          | 5500K              | —                     | 0,65  | 58                 | 1,05   |
| ЛН-7  | цветная     | Съёмка в павильоне     | 65          | 3200K              | —                     | 0,65  | 63                 | 1,5    |
| ЛН-8  | цветная     | Съёмка в павильоне     | 100         | 3200K              | —                     | 0,65  | —                  | 1,5    |

## Импортные киноплёнки в отечественном кинопроизводстве
В начале 1970-х годов в технологии производства цветных негативных киноплёнок наметилось значительное отставание от иностранных производителей, наладивших выпуск высококачественных киноплёнок с гидрофобными («защищёнными») цветообразующими компонентами и дополнительными DIR-соединениями (англ. Development Inhibitor Releasing). Организовать выпуск отечественных киноплёнок (например, разработанной в начале 1980-х годов «ЛН-9») по таким технологиям не удалось. Качество цветопередачи и светочувствительность советских киноплёнок сильно уступали импортным, поэтому съёмочные группы кинофильмов, считавшихся приоритетными, получали для съёмок импортную киноплёнку. Например, для съёмок фильма Андрея Тарковского «Солярис» Госкино выделило 40 000 погонных метров киноплёнки «Eastman Kodak Color Negative Film 5254». Фильм «Белый Бим Чёрное ухо» также полностью снимался на негативную киноплёнку Kodak, позволив уменьшить интенсивность операторского освещения, мешающего собаке. Вместо оплаты киноплёнки валютой часто практиковался «культурный бартер», когда взаимозачёт производился гастролями в США советских коллективов классической музыки. 
Большие масштабы советских закупок, к 1986 году достигших миллиона погонных метров в год, заставили некоторых производителей выпускать большие партии негативной киноплёнки с перфорацией, соответствующей стандартам СССР, отличающимся от западных. В 1980-х годах получение импортной плёнки, покупаемой централизованно за валюту, считалось вопросом престижа и успешности режиссёра фильма. Даже при наличии импортной плёнки большая часть фильма снималась, чаще всего, на отечественный кинонегатив, за исключением наиболее ответственных сцен. После перестройки отечественная промышленность, выпускавшая киноплёнку, была перепрофилирована для других химических производств, а выпуск плёнок прекращён.
В настоящее время для съёмки кинофильмов по плёночной технологии используются негативные киноплёнки иностранного производства, преимущественно Kodak и Fuji.
| Марка                                         | Тип         | Назначение         | Светочувствительность, ISO | Цветовой баланс, К |
| --------------------------------------------- | ----------- | ------------------ | -------------------------- | ------------------ |
| KODAK Vision2 50D Color Negative Film 5201    | Цветная     | Съёмка на натуре   | 50                         | 5600               |
| KODAK VISION3 500T Color Negative Film 5219   | Цветная     | Съёмка в павильоне | 500                        | 3200               |
| EASTMAN DOUBLE-X Negative Film 5222           | Чёрно-белая | Съёмка в павильоне | 200                        | —                  |
| Fujicolor negative film ETERNA Vivid 160 8543 | Цветная     | Съёмка в павильоне | 160                        | 3200               |
| Fujicolor negative film F-64D 8522            | Цветная     | Съёмка на натуре   | 64                         | 5600               |
| ORWO Universal-Negativfilm UN 54              | Чёрно-белая | Съёмка на натуре   | 100                        | —                  |

## Применение в фотографии
Кинонегатив мог применяться не только в кинематографе. В профессиональной фотожурналистике и бытовой фотографии 35-мм чёрно-белая негативная киноплёнка часто использовалась вместо негативной фотоплёнки, ввиду сходства фотографических и геометрических характеристик. У советских фотожурналистов наибольшей популярностью пользовался кинонегатив «А-2», обладавший высокой светочувствительностью. В настоящее время некоторые фотографы, занимающиеся чёрно-белой плёночной фотографией, используют киноплёнки «EASTMAN PLUS-X Negative Film 5231» и «EASTMAN DOUBLE-X Negative Film 5222», лабораторная обработка которых не отличается от обработки обычных фотоплёнок. В 2000-х годах цветные негативные киноплёнки Kodak и Fuji в фотографии используются крайне редко, поскольку обрабатываются по процессу ECN-2, доступному только на киностудиях. Некоторые фотолюбители проявляют их по стандартному процессу C-41, рассчитанному на цветные негативные фотоплёнки с предварительным самостоятельным удалением сажевого слоя с задней стороны плёнки. В конце 2010-х годов некоторые фотолаборатории разработали технологию обработки цветной киноплёнки без использования больших проявочных машин. Таким образом стало возможно проявлять цветную киноплёнку, намотанную в кассеты для фотоаппаратов.